# Tcpdump

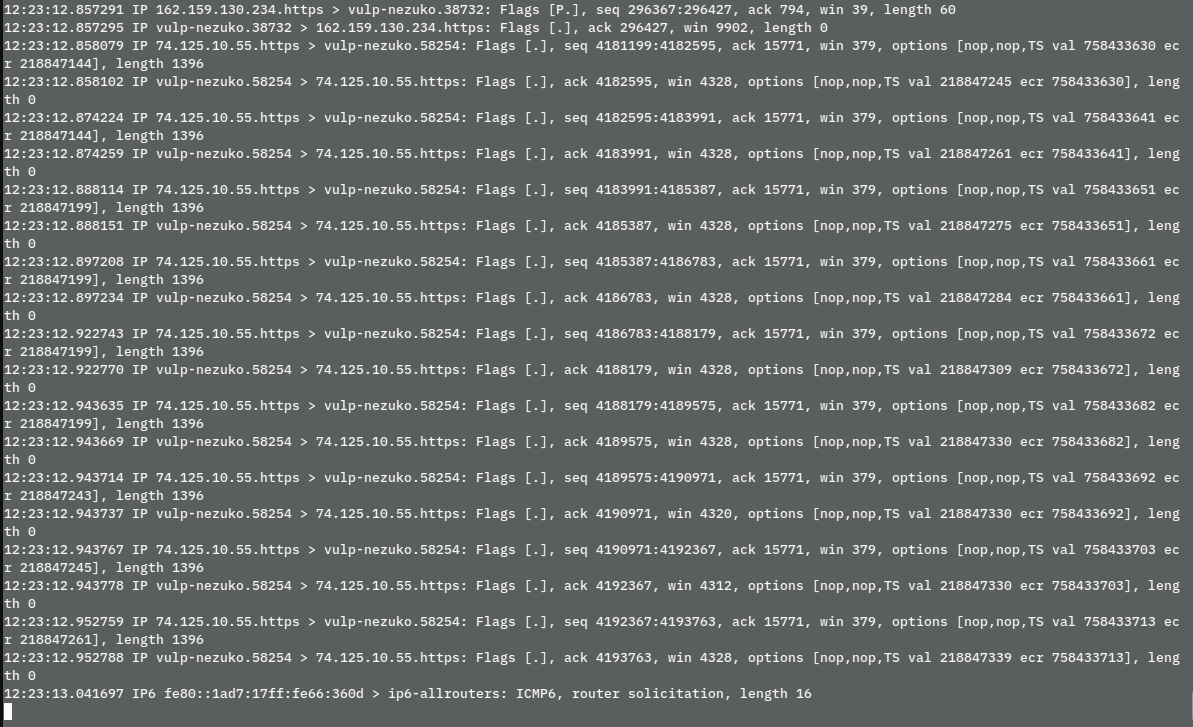
tcpdump tijdens gebruik

tcpdump is een softwarehulpmiddel (packet sniffer) voor de diagnose en analyse van computernetwerken. Het programma draait op de meeste UNIX(-achtige) systemen, zoals Linux, Solaris, HP-UX, AIX en Mac OS X. Hierbij wordt de netwerkkaart in promiscue modus gezet en wordt gebruikgemaakt van libpcap om pakketjes die in het netwerk worden verzonden af te vangen. Er bestaat ook een Windowsversie onder de naam windump, die op zijn beurt gebruikmaakt van de naar Windows geporteerde versie van libpcap (winpcap).
Het programma werd oorspronkelijk geschreven door Van Jacobson, Craig Leres en Steven McCanne van het Lawrence Berkeley Laboratory van de Universiteit van California.
- Stevens, W. R. (1994) TCP/IP Illustrated, Volume 1 The Protocols Addison-Wesley ISBN 0201633469
- Anoniem (2001) Hackers Guide tweede editie SAMS Publishing ISBN 9043004669